# Rhizophlyctis lovettii
Rhizophlyctis lovettii är en svampart som beskrevs av Karling 1964. Rhizophlyctis lovettii ingår i släktet Rhizophlyctis och familjen Spizellomycetaceae.   Inga underarter finns listade i Catalogue of Life.